# Nosturi

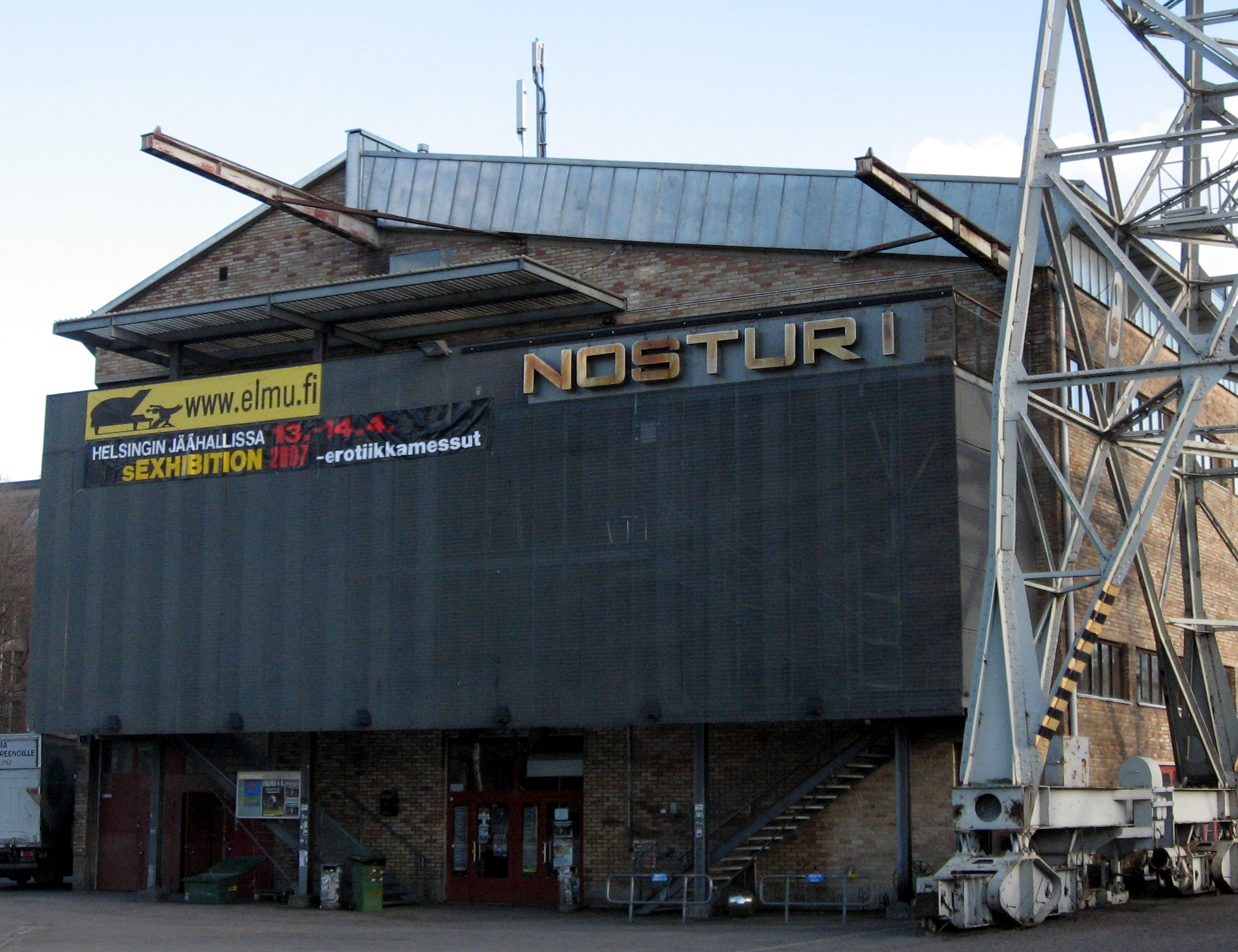
Nosturi (2007)

Nosturi war eine Mehrzweckhalle in Punavuori, einem Stadtteil von Helsinki, in der unter anderem Konzerte, Messen, Modeschauen und Jugenddiscos veranstaltet wurden. Das Gebäude wurde von Kaj Salenius entworfen. Die Halle befand sich Hietalahti-Werft und wurde zuvor als Lagerhalle genutzt.
Unter anderem sind im Nosturi HIM, Apulanta, Lordi, Laibach, Bloodhound Gang, CKY, Iconcrash, Anthrax, Motörhead, Papa Roach, DragonForce, Ensiferum, Stam1na, Jenni Vartiainen, Hanoi Rocks und Turisas aufgetreten.
Das Nosturi wurde 2020 abgerissen, da dort neue Wohnhäuser gebaut werden sollen. Laut Betreiber werden aktuell neue Räumlichkeiten gesucht.
Der Name Nosturi ist das finnische Wort für Kran.